# ケスケミトル

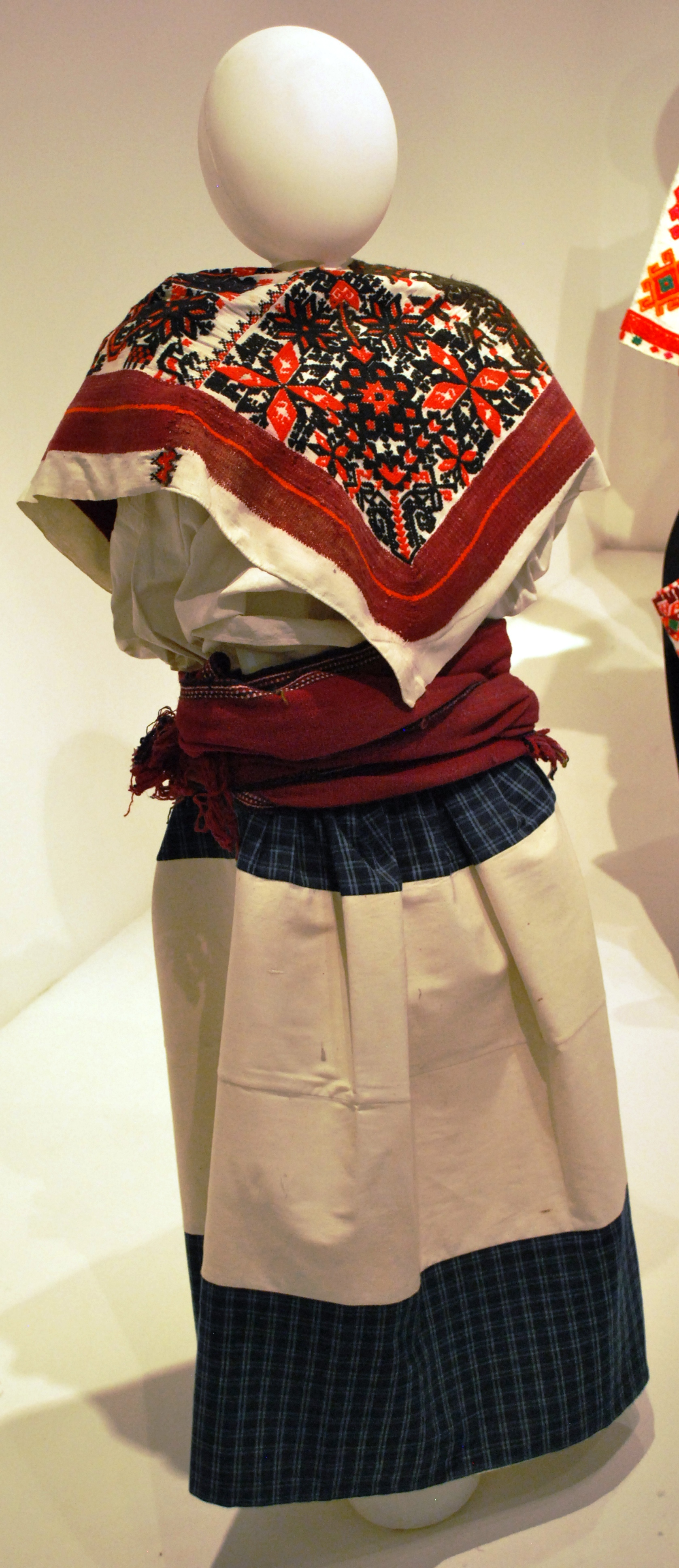
ミシュテカ族のケスケミトル

ケスケミトル（quezquémitl）とは、メキシコ先住民の女性用の貫頭衣の一種。ケシュケミトル（quexquémitl）、ケチケミトル（quechquemitl）とも呼ばれる。
先コロンブス期から存在した簡単な外套で、ポンチョと似るが丈が短く、肩から胸を覆う。先コロンブス期には女神と貴族の女性のみが着用するものだったが、スペイン人による征服の後に規制が緩み、先住民の女性によって広く着用されるようになった。
カミサ（camisa：ブラウス）、ファルダ（falda：スカート）の上に着つける。昔は上半身は素肌にケスケミトルだけをつけて外出することもあった。
長方形の布を二枚縫い合わせて仕立てたものが多い。ポンチョが体の前後に対辺が来るように身につけるのに対して、体の前後に対角が来るように身につけることが多い。
ケスケミトルの使用は主に中央メキシコの先住民に多く、ナヤリット州、ハリスコ州、ケレタロ州、メキシコ州、イダルゴ州、プエブラ州、ベラクルス州などに居住するワステカ族、ナワ族、テペワ族、オトミ族、マサワ族、パメ族、ウィチョール族の女性の衣装に見られる。また、ミチョアカン州ウルアパン付近やモレロス州、ゲレーロ州、オアハカ州の一部でも見られる。部族によってデザインの違いは大きい。

## ウィチョール族のケスケミトル
ウィチョール族はメキシコ中部の山中に住む部族で、他の部族に比べて衣装は簡素で種類も少ない。彼らのケスケミトルはもっとも古い形式を忠実に継承していると考えられている。
縦67センチ、横134センチのマンタ（manta：未晒しの木綿）の平織一枚布の中心に、36センチの切れ目を縦に入れてパイピングを施している。
長い方の辺を二つ折りにして、中心をやはり36センチ残して縫い合わせる。
赤と黒を基調に色とりどりの柄をクロスステッチで施している。
やや薄手の木綿のカミサは白地に襟空きが18センチ程度の浅いラウンドネックで、裾周り70センチ肩までの高さは52センチほどとゆったりとしていて、後部には12センチほどのスリットが入っている。
袖は長さ29センチほどの肩あきと袖口にギャザーを寄せた控えめなパフスリーブで、6センチほどのカフスをつける。
裾周り、カフス、肩、胸に刺繍がある。
ファルダはカミサと共布で、胴周りが84センチほど裾周りは230センチの裾に刺繍を施したシンプルなもので、腰の布紐で締め、その上から白の厚地木綿に毛糸刺繍の入ったシンタ（cinta:帯）を締めて固定する。

## オトミ族のケスケミトル
オトミ族の衣装は地域によってさまざまに異なっており、メキシコ州のオトミ族のケスケミトルは複雑な縫製でできている。
ケスケミトルは縦7センチ横センチの長方形のやや丸みをつけた布2枚を縫い合せたものである。
上部18センチは畝のある白い厚手の木綿で、毛糸でクロスステッチが施されている。
下部は紫紅色の毛織になっており、肩に収まりやすいように肩先にあたる部分にカーブをつけて織られている。
薄手の白木綿のカミサは襟あき17センチのやや深いスクエアネックで、長さ19センチほどのフレンチスリーブが付く。
エンレド（enredo : 巻きスカート）は目の詰まった幅100cm長さ340cmの白キャラコの一枚布で、胴回り15センチと裾回り19センチに紺地に青の格子の布が付けられている。
巻き方は後腰から右に巻き始め、前に粗いプリーツをたたみ、ウエストは平織の毛織物の帯で押える。

## ケスケミトル各種

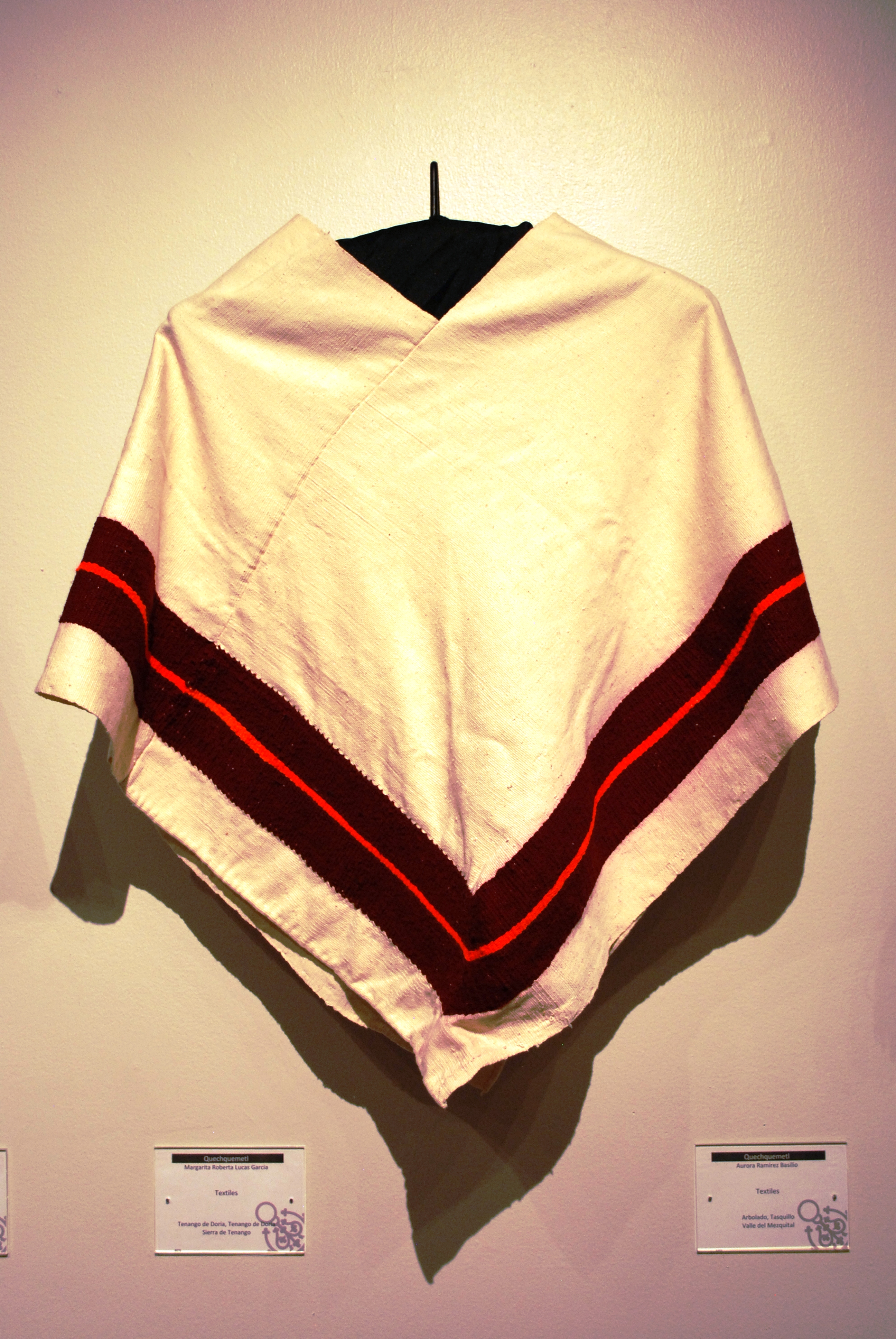
イダルゴ州のケスケミトル
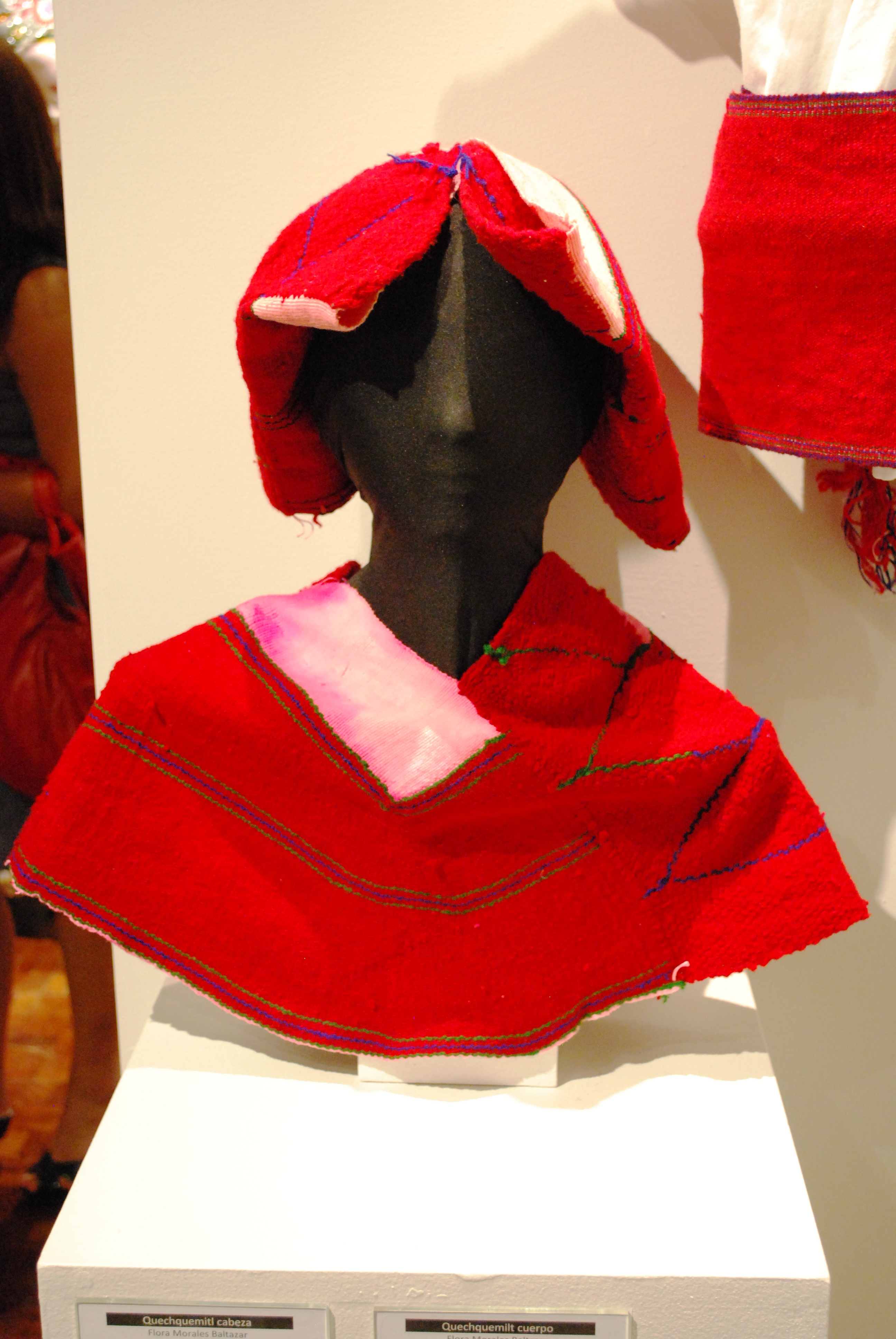
イダルゴ州のケスケミトル。一つは頭にのせ、もう一つは肩を覆っている
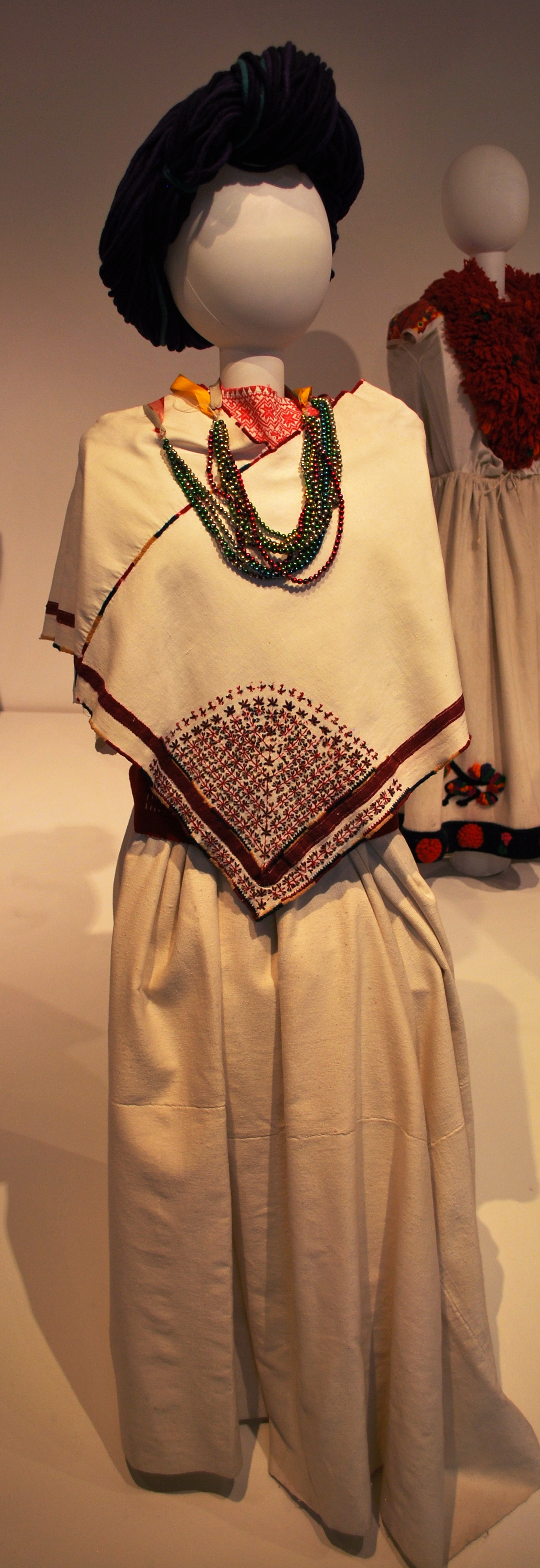
ツォツィル・マヤ人のケスケミトル
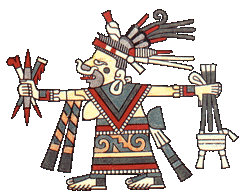
ケスケミトルをつけたトラソルテオトル
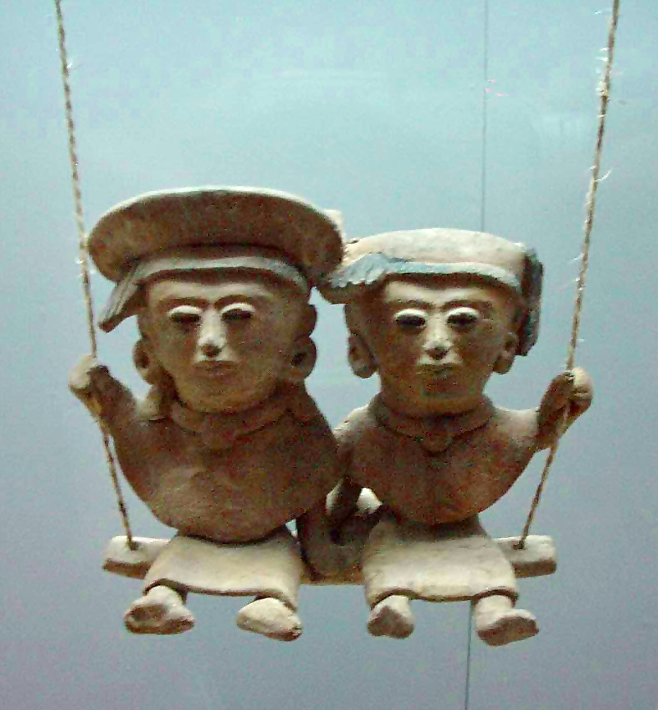
ケスケミトルをつけた人物像